# Request (JUJUのアルバム)
『Request』（リクエスト）は、JUJUの1作目のカバーアルバム。2010年9月29日発売。本作の発売後に開催されたライブの様子を収めたライブ・ビデオ『JUJU 10.10.10 Special Live Request』についても、本項で記載する。

## 解説
- 公式HPで「JUJUに歌ってほしい曲」をファンから募って選曲された。
- 女性アーティストのカバーアルバムの1位獲得は竹内まりやの『Longtime Favorites』以来、2週連続の1位は女性アーティストでは史上初。
- サウンドプロデュースは編曲者が曲毎におこなった。[1]
- 2014年には、カバーアルバム第2弾として『Request II』が発売された。

## 収録曲
1. Hello, Again 〜昔からある場所〜 (Straight Cover)
（作詞：KATE、作曲：藤井謙二 & 小林武史、編曲：松浦晃久）
  - 14thシングル。My Little Loverのカヴァー。
  - ソニーのデジカメ「α-NEXシリーズ」のCMソングとして先行発売された。
2. つつみ込むように…
（作詞・作曲：島野聡、編曲：CHOKKAKU）
  - MISIAのカヴァー。
3. Time goes by
（作詞・作曲：五十嵐充、編曲：亀田誠治）
  - Every Little Thingのカヴァー。
4. ギブス
（作詞・作曲：椎名林檎、編曲：島田昌典）
  - 椎名林檎のカヴァー。
5. There will be love there -愛のある場所-
（作詞：川瀬智子、作曲：奥田俊作、編曲：坂本昌之）
  - the brilliant greenのカヴァー。
6. Don't wanna cry
（作詞：前田たかひろ、作曲：小室哲哉、編曲：Jin Nakamura）
  - 安室奈美恵のカヴァー。
7. LOVER SOUL
（作詞：YUKI、作曲：TAKUYA、編曲：亀田誠治）
  - JUDY AND MARYのカヴァー。
8. WHITE LOVE
（作詞・作曲：伊秩弘将、編曲：ナカムラヒロシ、ストリングスアレンジ：岡村美央）
  - SPEEDのカヴァー。
9. すき
（作詞・作曲：吉田美和、編曲：松浦晃久）
  - DREAMS COME TRUEのカヴァー。
10. WILL
（作詞：秋元康、作曲：川口大輔、編曲：武部聡史）
  - 中島美嘉のカヴァー。
11. Last Kiss
（作詞・作曲：BONNIE PINK、編曲：亀田誠治）
  - 12thシングル4曲目。BONNIE PINKのカヴァー。
12. First Love
（作詞・作曲：宇多田ヒカル、編曲：松浦晃久）
  - 宇多田ヒカルのカヴァー。

## 演奏
- 小田原豊：Drums (#1)
- 岡雄三：Bass (#1.12)
- 古川昌義：Guitar (#1.9.12)
- 坂井“Lambsy”秀彰：Percussion (#1)
- 松浦晃久
  - Piano (#1.9.12)
  - Hammond Organ (#12)
- 小池弘之ストリングス：Strings (#1)
- CHOKKAKU：Programming & All Instruments (#2)
- 飯田高広：Programming (#3.7)
- 亀田誠治：Bass (#3.7.11)
- 西川進：Guitar (#3.5.7.11)
- 金原千恵子ストリングス：Strings (#3.11)
- 豊田泰孝：Manipulation (#3.11)
- 佐野康夫：Drums (#4)
- 種子田健：Bass (#4)
- 藤井謙二：Guitar (#4)
- 島田昌典
  - Piano, Hammond Organ (#4.5)
  - Mellotron, Percussions (#4)
  - Programming (#5)
- 真部裕ストリングス：Strings (#4.5)
- 山木秀夫：Drums (#5.9.11.12)
- 美久月千晴：Bass (#5)
- Jin Nakamura：Programming & All Instruments (#6)
- 弦一徹ストリングス：Strings (#6)
- Olivia Burrell, Paula A. Johnson：Background Vocals (#6)
- 斎藤有太：Organ (#7)
- ナカムラヒロシ：All Keyboards (#8)
- KAI：Acoustic Guitar (#8)
- 岡村美央：1st Violin, Strings Arrangement (#8)
- 沖祥子：2nd Violin (#8)
- 萩原薫：Viola (#8)
- 笠原あやの：Cello (#8)
- KAZCO, ハルナ,Paris Lundon：Background Vocals (#9.12)
- 武部聡志：Piano (#10)
- 鹿島邦裕：Manipulation (#10)
- 朝川朋之：Harp (#10)
- 今野均ストリングス：Strings (#10)
- 皆川真人：Keyboards (#11)
- 中島オバヲ：Percussion (#12)

## JUJU 10.10.10 Special Live Request
『JUJU 10.10.10 Special Live Request』（ジュジュ10.10.10 スペシャル ライブ リクエスト）は、JUJUのライブ・ビデオ。

### 解説
JUJUとしては初の映像作品となり、カバー・アルバム『Request』の発売直後に開催され、『Request』に収録されているカバー楽曲を中心にアルバムに収録されていないカバー曲や、オリジナル楽曲を織り混ぜたセットリストが組まれており、さらには、My Little Loverや、久保田利伸、小田和正などの複数のアーティストとのコラボやセッションを組んだ楽曲も披露された。

### 収録曲

#### Disc.1
1. My Life
2. いつからか...ずっと
3. 素直になれたら/君のすべてに (Special ver.) with Spontania
4. S.H.E.
5. 桜雨
6. bouquet with 上江洌清作(MONGOL800)
7. 空
8. 明日がくるなら with JAY’ED
9. ナツノハナ
10. やさしさで溢れるように

#### Disc.2
1. I like it
2. DESTINY with akko(My Little Lover)
3. Hello, Again 〜昔からある場所〜 with akko(My Little Lover)
4. Time goes by
5. ギブス
6. There will be love there -愛のある場所-
7. Indigo Waltz with 久保田利伸
8. I LOVE YOU
9. 言葉にできない with 小田和正
10. First Love
11. この夜を止めてよ
12. 奇跡を望むなら...